# Gobiocichla wonderi
Gobiocichla wonderi es una especie de peces de la familia Cichlidae en el orden de los Perciformes.

## Morfología
Los machos pueden llegar alcanzar los 6,2 cm de longitud total.
- Número de  vértebras: 33-35.[1][2]

## Alimentación
Come principalmente algas aferradas a las rocas

## Hábitat
Es una especie de clima tropical.

## Distribución geográfica
Se encuentran en África: río Níger.